# Полянь
По́лянь — село в Україні, у Крупецькій сільській громаді Шепетівського району Хмельницької області. Розташоване на правому березі річки Горинь за 12 км від м. Славута та за 5 км від залізничної станції Кривин. Населення становить 466 осіб.

## Історія
Територія села Полянь була заселена людьми з давніх часів. Про це свідчать знайдені в землі старовинні знаряддя праці: скребачки, наконечники стріл та списів, кам'яні сокири та глиняний посуд. Знахідки ці можна віднести до неолітичного періоду, який почався за 8 тис. років до нашого часу і закінчився приблизно 4,5 тис. років тому. На околицях села виявлено залишки Трипільської культури.
Селяни Поляні до 1861 року були кріпаками князів Острозьких, потім Яблуновських і графа Зубова. Відбували панщину, здавали оброк, а землі мали не більше 4 — 5 десятин.
У 1872 році в селі Полянь була побудована паперова фабрика, яка своїм обладнанням нагадувала маленький млин. Належала фабрика Ісаєві Герману.
У 1895 році дерев'яна фабрика згоріла. Пожежа виникла від гасових коптилок, якими освітлювалась фабрика. В 1900–1901 роках було побудовано нову фабрику з цегли.
За свідченнями жителів першу школу було відкрито в селі Полянь в перші роки XX століття. Це була звичайна селянська хата, у якій в одній кімнаті вчилися учні трьох класів.
В кінці 19 століття в селі 237 домів і 792 жителів. Функціонували млини і фабрика паперу. Селяни займалися переважно рільництвом, а зимою рибальством, також тримали багато худоби і випалювали вапно.
У 1906 році село Кривинської волості Острозького повіту Волинської губернії. Відстань від повітового міста 39 верст, від волості 5. Дворів 150, мешканців 920.
В 1911 році в селі 1060 жителів, 1 крамниця, фабрика паперу (власники — Ісаак та Марія Герман, відкрита у 1856 році, працівників на 1894 рік — 28, виробляла 21 000 пудів цукрового паперу (344 тон). Технічне забезпечення: водяні двигуни), горілчана державна крамниця. Лісопильний цех, відкритий при паперовій фабриці для забезпечення її сировиною.
В 1913 році в школі нараховувалось 22 учні. До 1909 року вчителював син священика Хотовіцький. З 1910 року вчителював Петренко.
7 (20) листопада 1917 року, відповідно до Третього Універсалу Української Центральної Ради, увійшло до складу Української Народної Республіки.
Перша сільськогосподарська артіль почала організовуватись з 1929 року. Вперше земля оброблялася колективно в 1930 році. Селяни вчинили бунт під час проведення колективізації на селі. Так восени 1930 року під час розподілу землі вони розігнали земельну комісію.
Електрифікація села почалася на початку 30-х років центром електрифікації була Полянська паперова фабрика, крім фабрики в ці роки були електрифіковані 20 — 25 житлових будинки, що розміщалися навколо фабрики.
Під час Голодомору 1932–1933 років в селі від голоду померло 16 осіб.
За період німецької окупації з села Полянь було вивезено до Німеччини 130 громадян і основна частина устаткування і машин Полянської паперової фабрики на суму 995000 крб.
Село також постраждало внаслідок голодомору 1946—1947 років.
Повністю село було електрифіковано в 1945 році.
В радянський час у селі перебувала центральна садиба колгоспу імені Куйбишева, який обробляв 1,7 тис. га орної землі й вирощував зернові культури, цикорій, відгодовував м'ясо-молочну худобу. Станом на 1970 рік в селі працювала середня школа, клуб, бібліотека. Був фельдшерсько-акушерський пункт, пологовий будинок, оздоровчий пункт паперової фабрики, швейна та взуттєва майстерні.

## Символіка

### Герб
В срібному щиті лазуровий вузький хвилястий стовп; поверх усього червоне коло, обтяжене золотим трипільським візерунком, супроводжуване вгорі двома співоберненими, знизу — двома протиоберненими вигнутими зеленими дубовими гілками з жолудями. Щит вписаний у декоративний картуш і увінчаний золотою сільською короною. Унизу картуша напис «ПОЛЯНЬ».

### Прапор
Квадратне полотнище поділене вертикально на три смуги — білу, синю, пробиту червоним колом, і білу. В колі жовтий трипільський візерунок, на бічних смугах — по дві зелених дубових гілки одна під одною.

### Пояснення символіки
Срібне поле — символ виробництва паперу, одного з історичних промислів жителів села. Коло з трипільским безкінечником в оточенні дубових листків — символ назви, «поляна» серед лісу; трипільські безкінечники — символ прадавнього трипільського поселення. Лазуровий хвилястий стовп означає ріку Горинь.

## Населення
Згідно з переписом УРСР 1989 року чисельність наявного населення села становила 672 особи, з яких 305 чоловіків та 367 жінок.
За переписом населення України 2001 року в селі мешкало 466 осіб.
Станом на 1 січня 2011 року в селі проживало 395 чоловік, з них дітей дошкільного віку — 18, шкільного — 34, пенсіонерів — 186. Кількість працюючих громадян — 114.

### Мова
Розподіл населення за рідною мовою за даними перепису 2001 року:
| Мова       | Відсоток |
| ---------- | -------- |
| українська | 97,42 %  |
| російська  | 2,58 %   |

## Промислові підприємства
- НВКП «Альфа» ЛТД — будівництво;
- «Атоммонтажсервіс»;
- Підприємство сільськогосподарського виробництва, керівник — Гринчишина А. Б.
- Полянське спеціалізоване лісокомунальне підприємство

## Торгівля
В Поляні 8 торговельних установ, 7 з яких є приватними.

## Транспортне сполучення
Автобус — Славута — Нетішин, через село Полянь, 4 рейси на день.

## Уродженці села
- Бойко Дмитро Вікторович (*1986) — український фехтувальник, Заслужений майстер спорту України, учасник Олімпійських ігор[8].

## Галерея

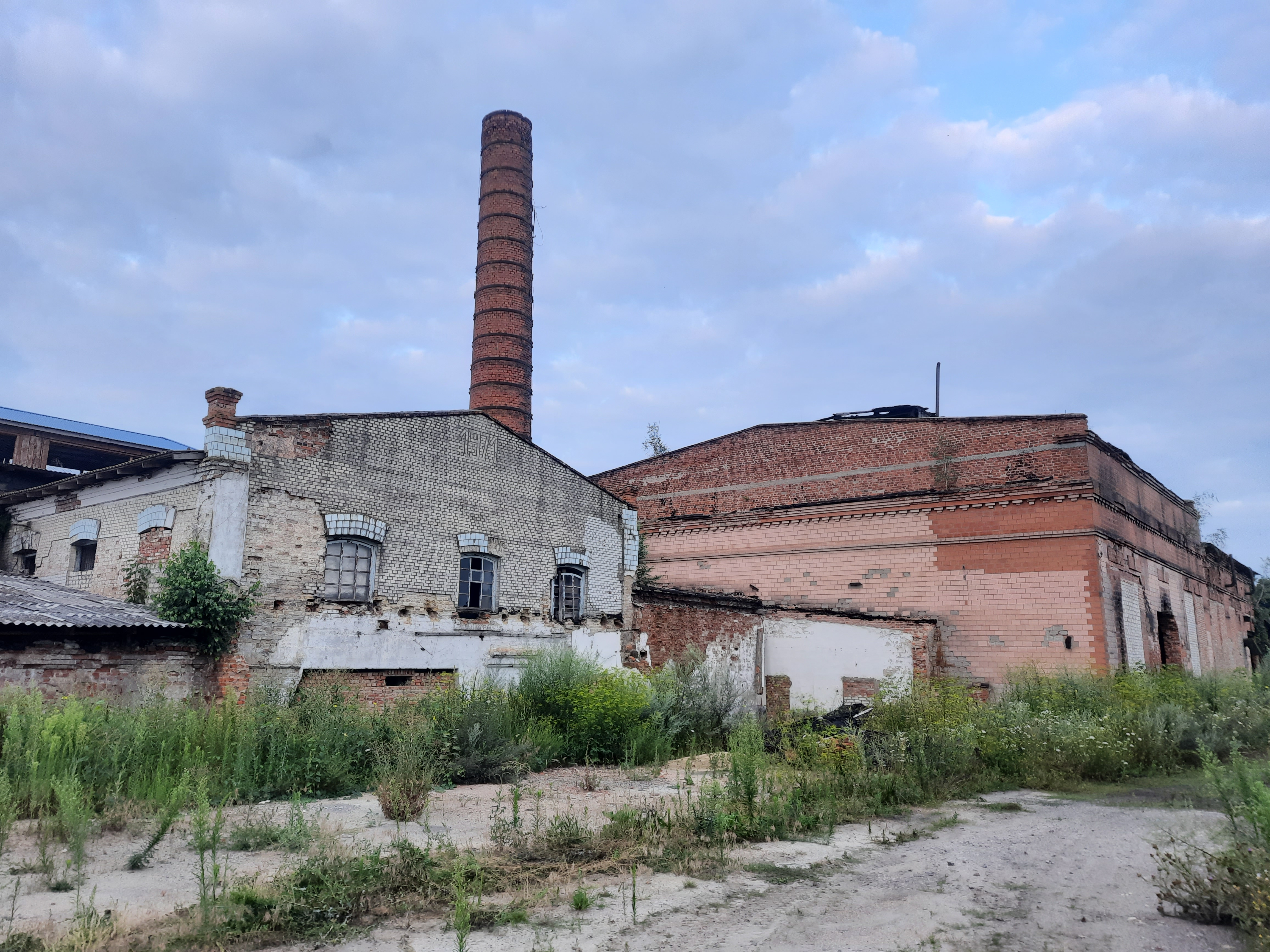
Колишня паперова фабрика
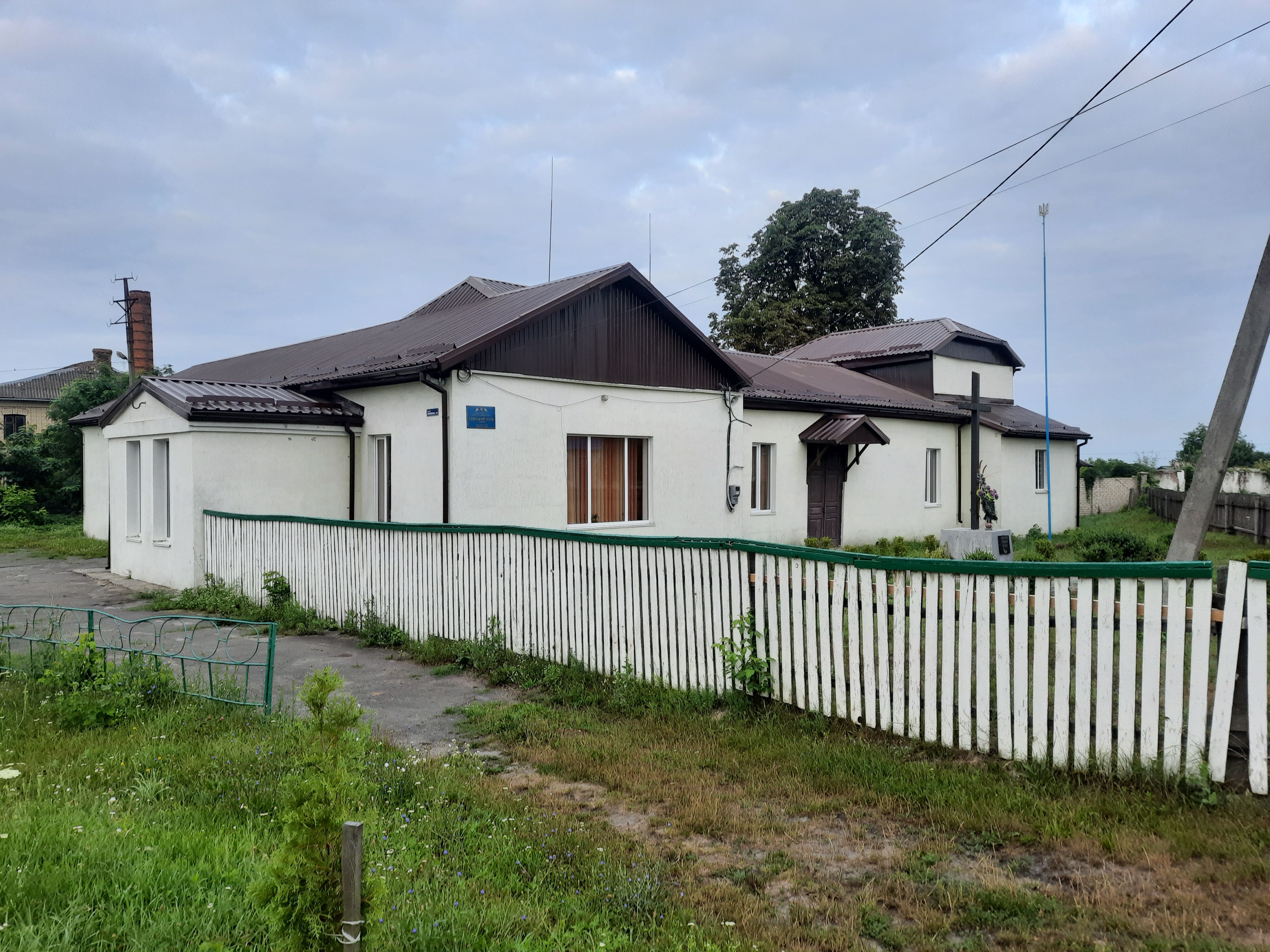
Клуб
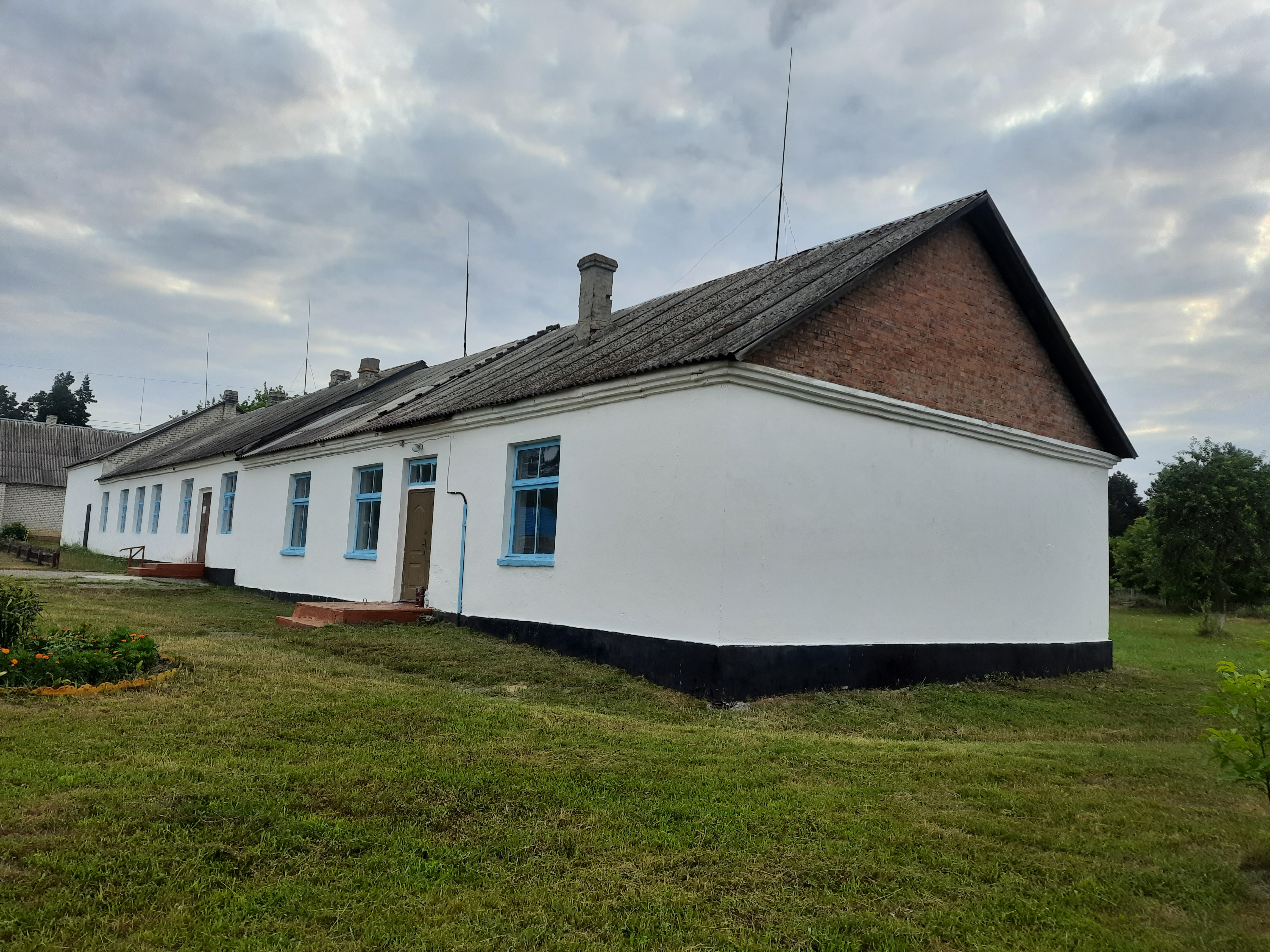
Школа
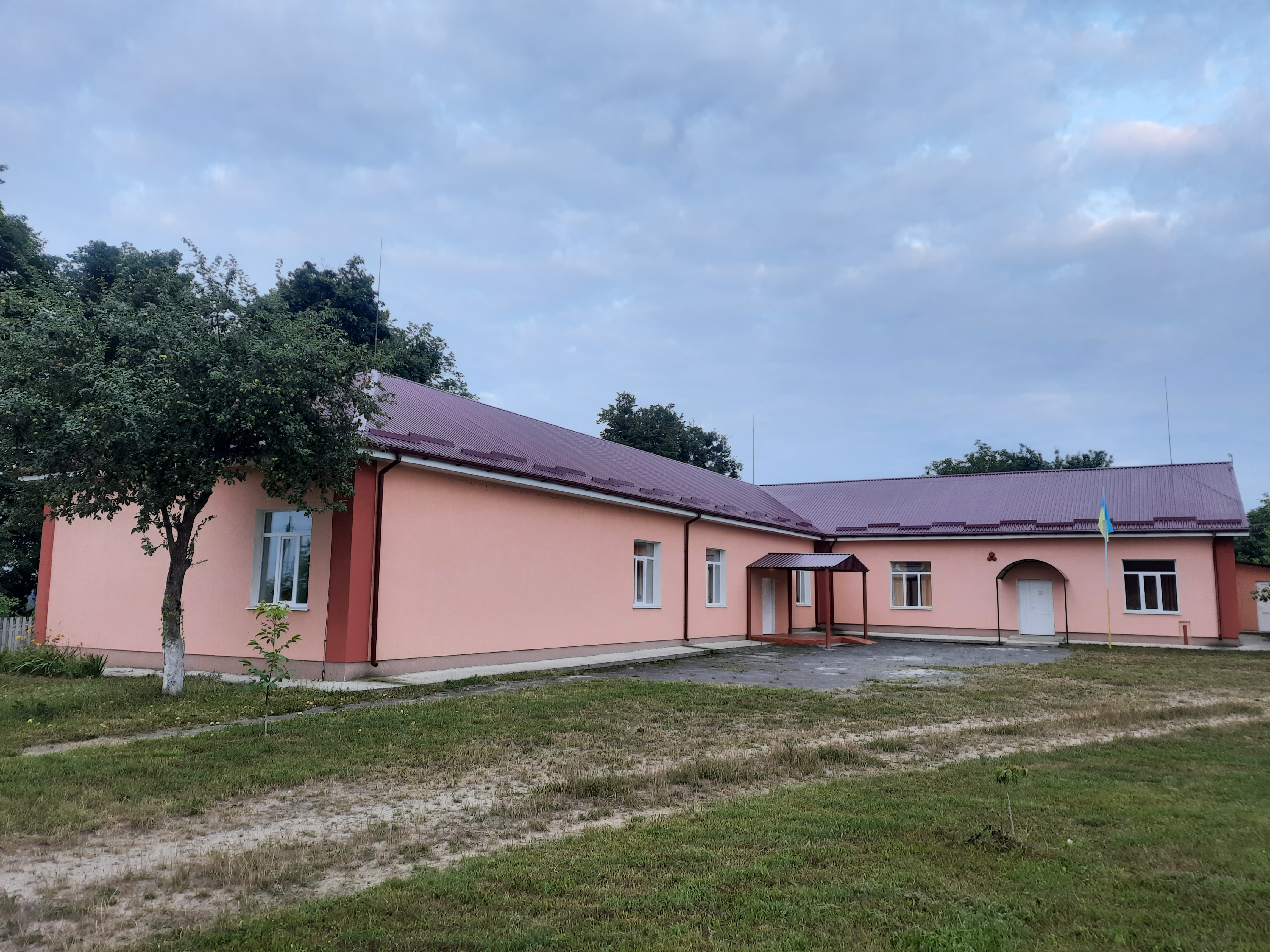
Старостат
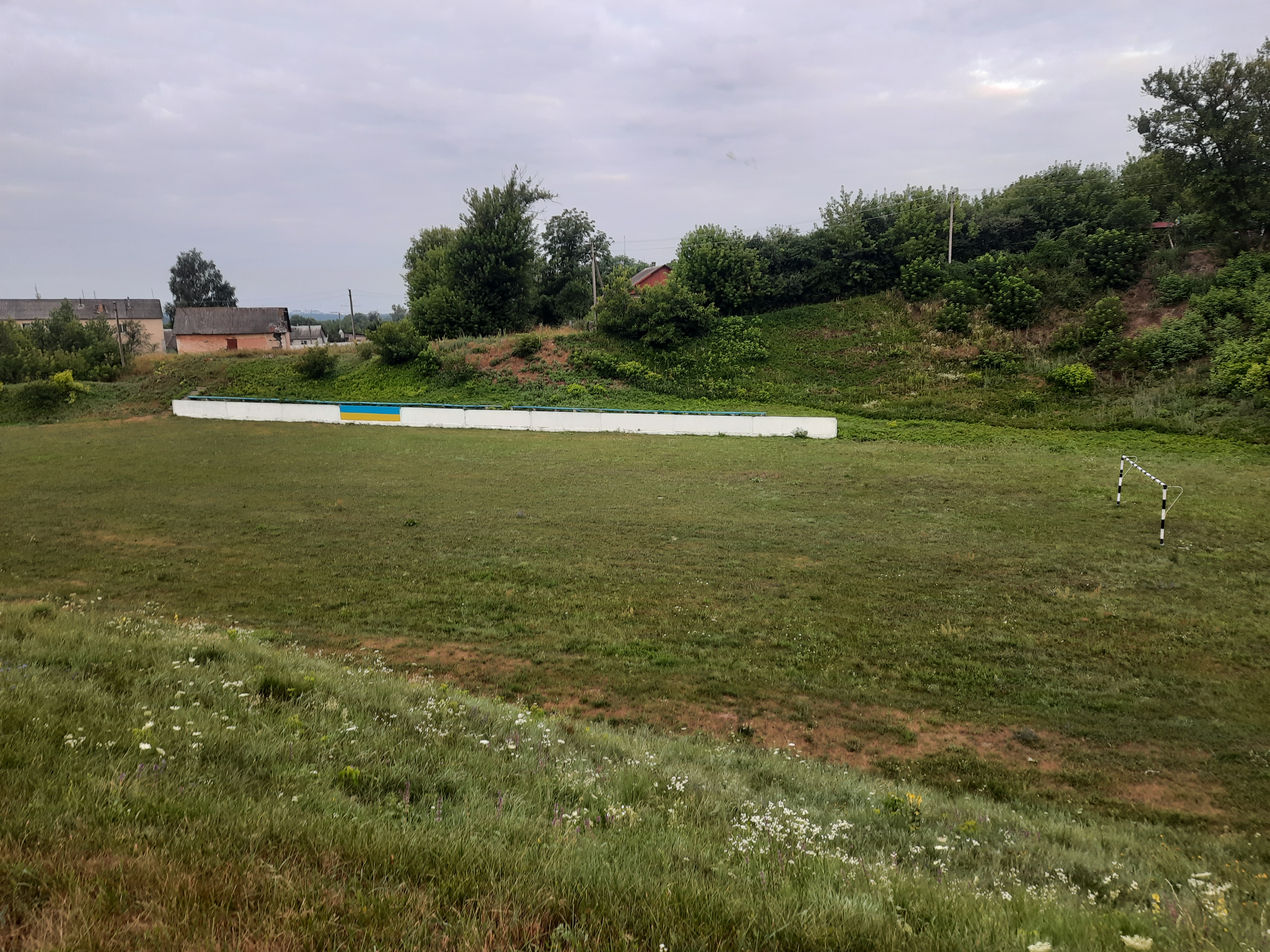
Стадіон
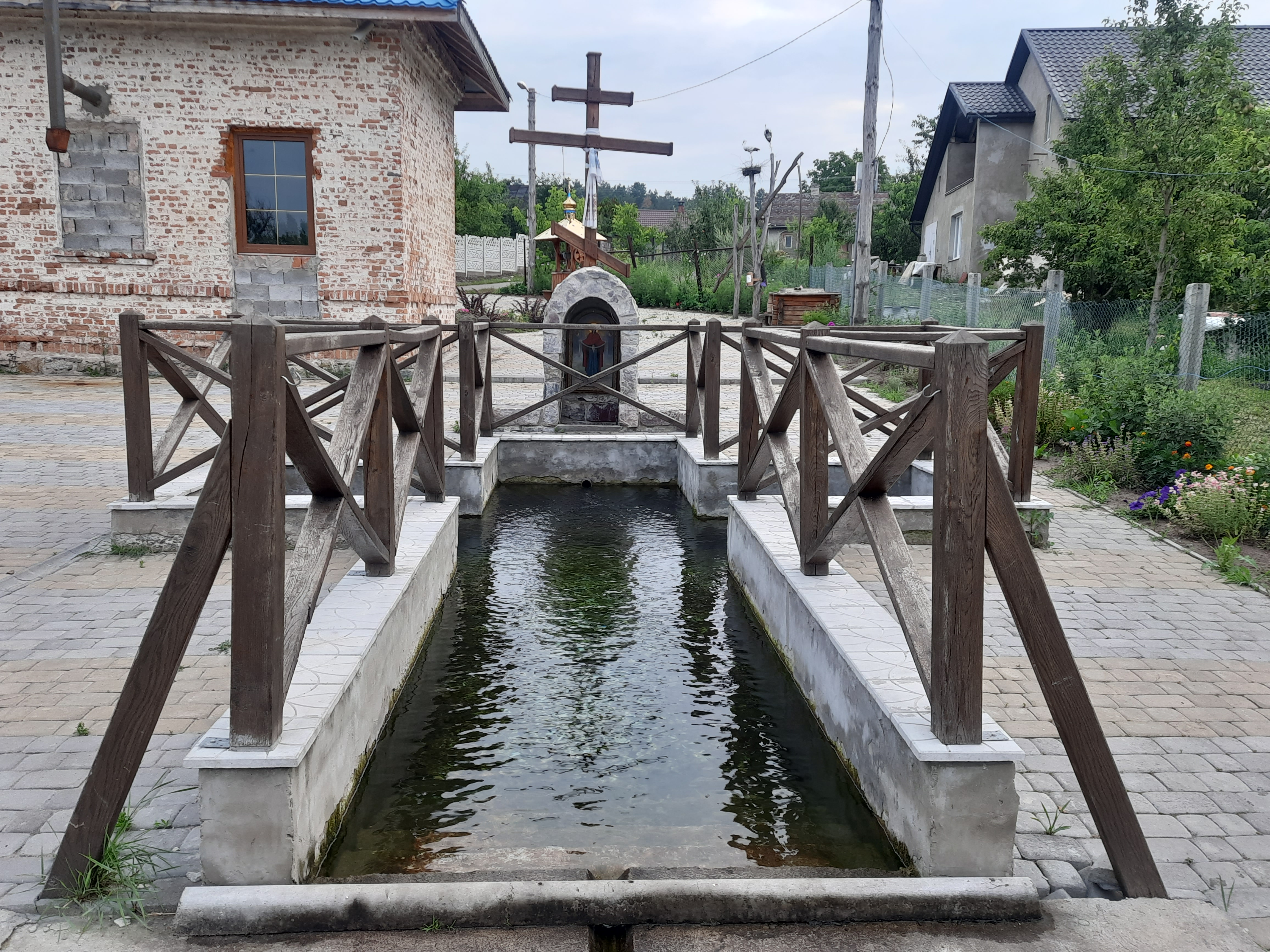
Купальня
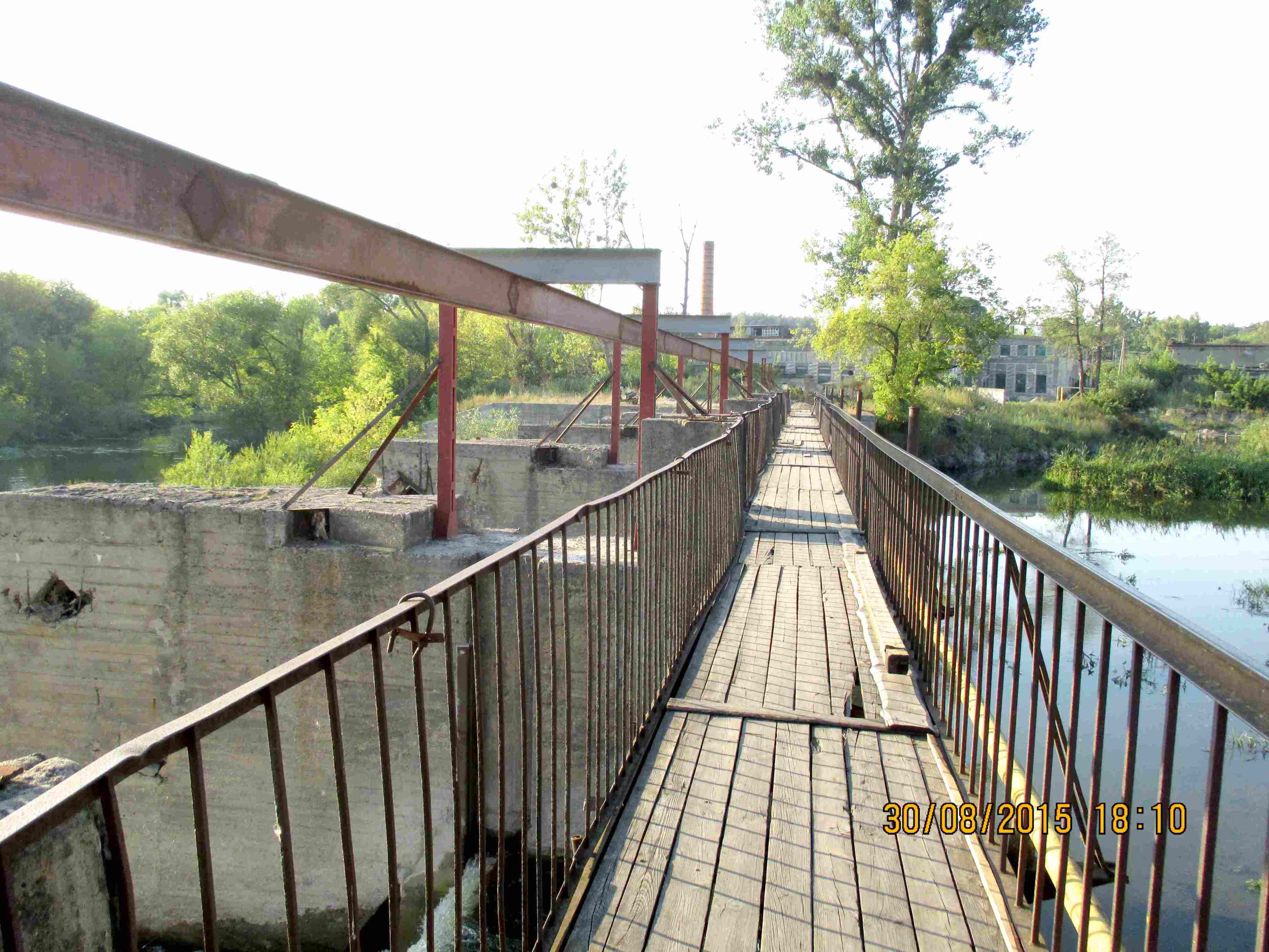
Пішохідний міст по дамбі через р.Горинь
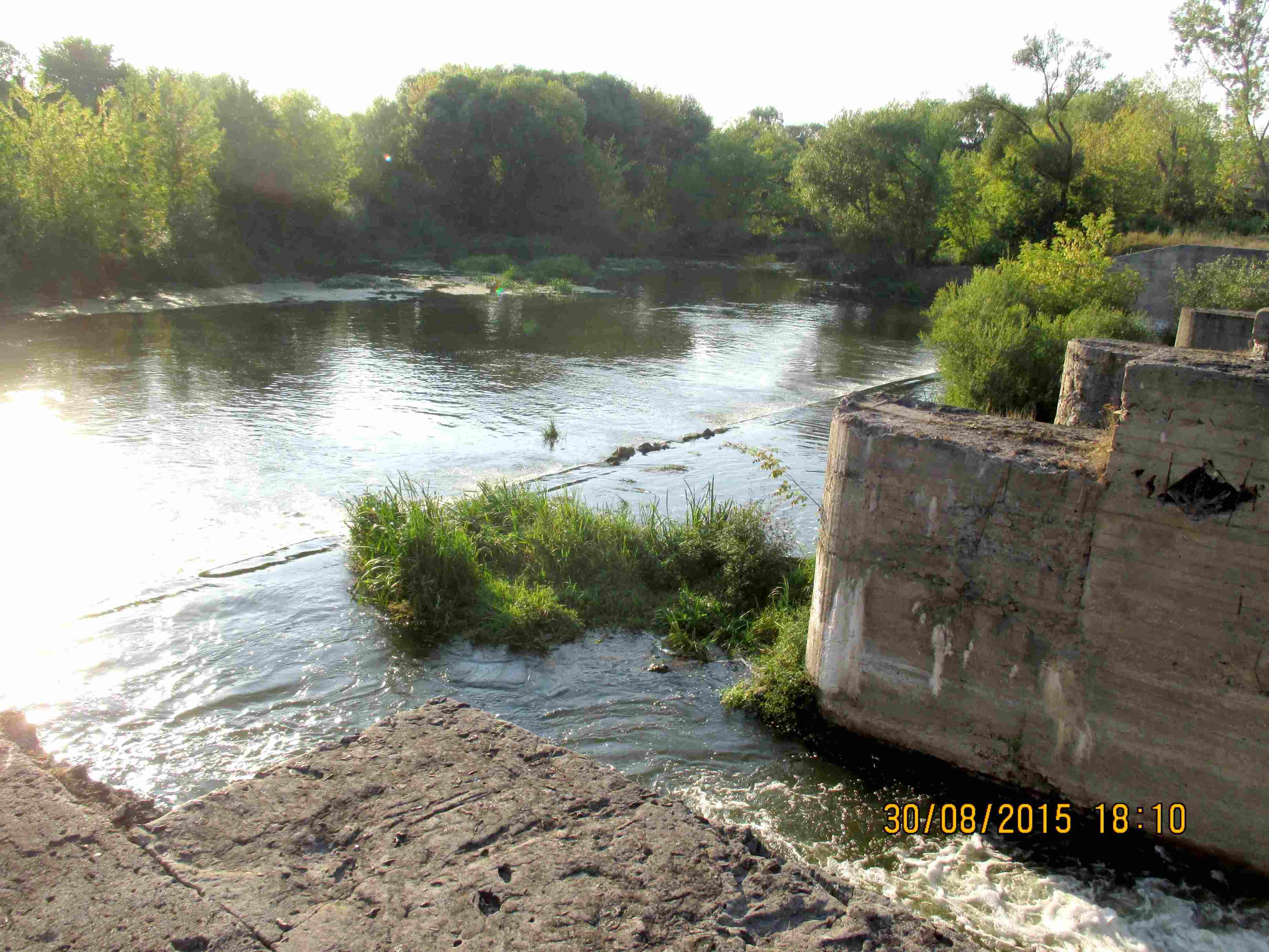
Річка Горинь біля паперової фабрики
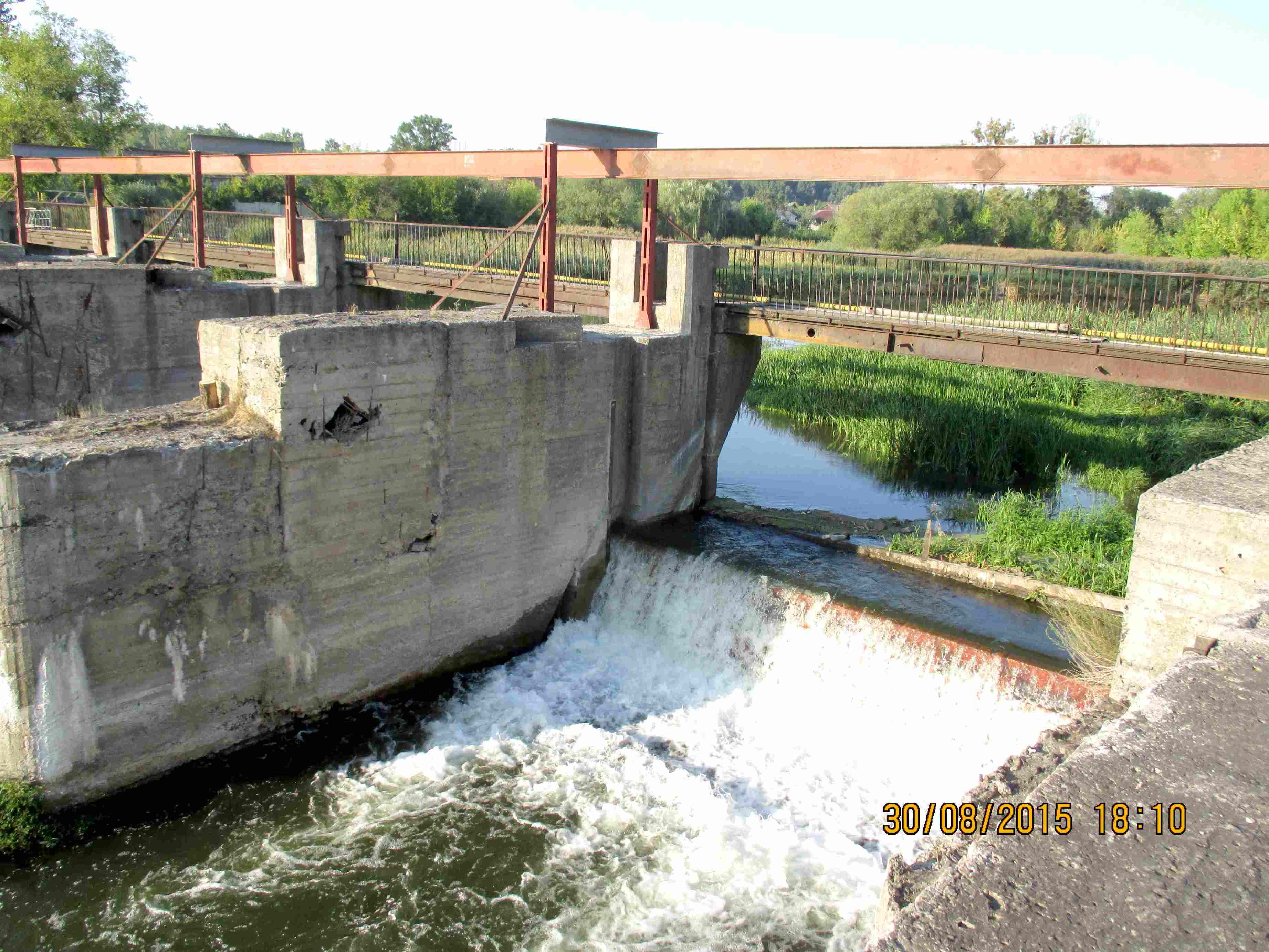
Дамба на р. Горинь